# Kid Cannabis
Kid Cannabis es una película de comedia dramática biográfica estadounidense de 2014. Se basa en la historia real de un adolescente llamado Nate Norman que abandonó la escuela secundaria para construir una red multimillonaria de marihuana traficando drogas con sus amigos a través del bosque a lo largo de la frontera internacional entre Estados Unidos y Canadá. La película fue producida ejecutivamente por Alan Pao, Datari Turner, Alison Lee, Rosanne Gooding-Silverwood, Mark Silverwood, Bic Tran, Mia Chang, Cain McKnight y Steve Ware.

## Reparto
- Jonathan Daniel Brown como Nate Norman
- Kenny Wormald como Topher
- John C. McGinley como John Grefard
- Ron Perlman como Barry Lerner
- Aaron Yoo como Brendan Butler
- Merritt Patterson como Nicole Grefard
- Amanda Tapping como Teressia Lee Franks (Norman)
- Corey Large como Giovanni
- Marz Lovejoy como camarera

## Producción

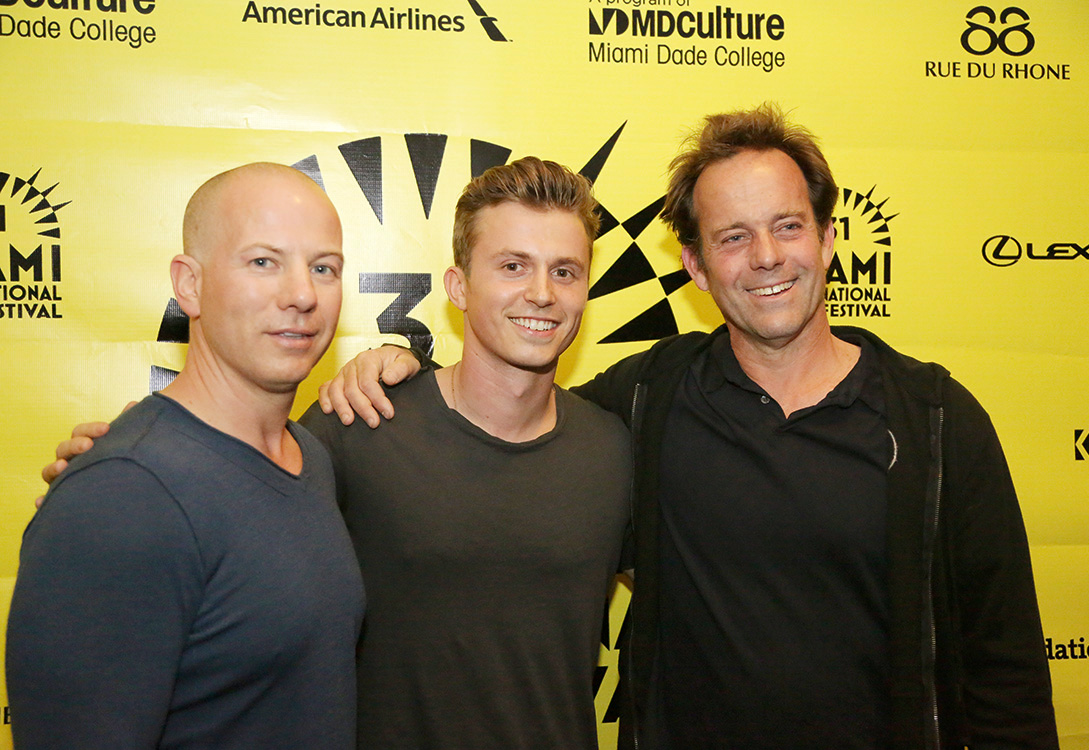
El productor Gordon Bijelonic, el actor Kenny Wormald y el director John Stockwell en la presentación de Kid Cannabis en el Festival Internacional de Cine de Miami 2014.

La película se inspiró en un artículo sobre el verdadero Nate Norman escrito por Mark Binelli para la revista Rolling Stone, que se publicó en 2005. La historia se basa en la vida de Nate Norman, un repartidor de pizzas y con sobrepeso que abandonó la escuela secundaria en Coeur d'Alene, Idaho, quien construyó un negocio multimillonario de contrabando de marihuana desde Canadá antes de ser atrapado y sentenciado a prisión por 12 años. Fue liberado anticipadamente y actualmente vive en Coeur d'Alene.
Algunas escenas se rodaron en unas instalaciones de cultivo de marihuana en Canadá, a las que llevaron al equipo en una furgoneta con los cristales oscurecidos.

## Video musical
El 5 de octubre de 2014, el rapero Andrew Canton lanzó un vídeo musical de la película en su página de YouTube.